# Stødtal
Stødtal er et udtryk for et objekts, som regel en bolds, hoppeevne.  Et objekts hoppeevne afhænger hvor stor en del af sin mekaniske energi objektet afgiver ved sammenstød med underlaget. Det er muligt at benytte stødtal til at sammenligne og vurdere et objekts hoppeevne. 

## Definition og formler
Stødtal for objekt er defineret som forholdet mellem farten af objektet før og efter dets kontakt med underlaget. 
{\displaystyle e={\frac {v_{\mathrm {2} }}{v_{\mathrm {1} }}}}
Da det er nemmere at måle højder end hastigheder er der en anden formel for stødtallet der bruger objektets faldhøjde før dets sammenstød med underlaget og springhøjden efter den har kontakten med underlaget. Formlen bliver udledt ved at bruge formlen for farten i nedslaget:
{\displaystyle v={\sqrt {2\cdot g\cdot h}}}

Ud fra formlen kan vi altså udregne objektets fart inden den rammer gulvet, som vi kalder :{\displaystyle v\mathrm {1} }. Efter at objektet rammer underlaget springer den op igen med farten :{\displaystyle v\mathrm {v} } og når højden :{\displaystyle h\mathrm {2} }. Da objektet ikke falder, men i stedet springer opad kan vi ikke bruge formlen :{\displaystyle v={\sqrt {2\cdot g\cdot h}}} til at finde farten. Efter at objektet har nået  falden den igen mod jorden og når inden den rammer jorden farten :{\displaystyle v\mathrm {3} }. Når objektet er i luften bliver den, når man ser bort fra luftmodstanden, ikke udsat for nogen ydre påvirkning og den befinder sig der i et lukket mekanisk system. I et lukket mekanisk system er summen af den potentielle og kinetiske energi konstant. Da derved ikke mistes nogen mekanisk energi fra objektet hopper op til den rammer underlaget igen og der i nedslagspunkterne ingen potentiel energi er, er den kinetiske energi og derved farten i nedslagspunkterne ens. Det vil sige at :{\displaystyle v\mathrm {2} } og :{\displaystyle v\mathrm {3} } kan sættes lig hinanden og vi kan derved sætte udtrykket for   og   ind i formlen for stødtallet. 
{\displaystyle e={\frac {v_{\mathrm {3} }}{v_{\mathrm {1} }}}={\frac {\sqrt {2\cdot g\cdot h_{\mathrm {2} }}}{\sqrt {2\cdot g\cdot h_{\mathrm {1} }}}}={\sqrt {\frac {h_{\mathrm {2} }}{h_{\mathrm {1} }}}}}
Derved kan vi opskrive stødtallet som:
{\displaystyle e={\sqrt {\frac {h_{\mathrm {2} }}{h_{\mathrm {1} }}}}}

## Eksterne links
- Artikel om stødtal på Wolfram.com (engelsk)
- Bennett & Meepagala (2006). "Coefficients of Restitution". The Physics Factbook.{{cite web}}:  CS1-vedligeholdelse: Flere navne: authors list (link) (engelsk)
- Chris Heckers introduktion til fysik (engelsk)
- "Getting an extra bounce" af Chelsea Wald (engelsk)
- FIFA Quality Concepts for Footballs – Uniform Rebound Arkiveret 5. december 2009 hos  Wayback Machine (engelsk)
- Bowley, Roger (2009). "Coefficient of Restitution". Sixty Symbols. Brady Haran for the University of Nottingham. (engelsk)